# Li Feng
Li Feng, född 14 augusti 1965, är en friidrottare från Kina. Han deltog vid olympiska sommarspelen 1988.